# Oleyres
Oleyres is een plaats en voormalige gemeente in het Zwitserse kanton Vaud, en maakt deel uit van het district Broye-Vully.
Oleyres telt 225 inwoners.

## Geschiedenis
Tot 2008 was de gemeente onderdeel van het district Oron. Op 1 januari 2008 werd de gemeente deel van het nieuwe district Broye-Vully.
Op 1 juli 2011 werd Oleyres aan de veel grotere aangrenzende gemeente Avenches toegevoegd.
- Historisch woordenboek van Zwitserland: 002318
- Virtual International Authority File: 122985836
- WorldCat: E39PBJxWWQMGD6MWPy9hmpRBT3

]